# Jung János
Jung János (Vác, 1841. június 8. – Vác, 1917. február 27.) magyar római katolikus pap, váci segédpüspök.

## Pályafutása
Középiskolai tanulmányait Vácott, Tatán, Győrben és Esztergomban végezte, a teológiát Vácott és Budapesten. 1865. augusztus 12-én szentelték pappá.
Hatvanban, Sárin, Fóton, Kunszentmiklóson, Csongrádon, majd Hódmezővásárhelyen volt káplán. 1871-től a váci szeminárium lelki igazgatója és az egyházjog helyettes tanára lett, majd 1874-től püspöki iktató, 1875-től titkár, 1876-tól irodaigazgató és szentszéki tanácsos. 1882-től váci kanonok, 1888-tól mogyoródi címzetes apát, 1890-től székesegyházi főesperes, 1910-től nagyprépost.

### Püspöki pályafutása
1893. január 19-én rosaliai címzetes püspökké és váci segédpüspökké nevezték ki. Május 11-én szentelte püspökké Vaszary Kolos esztergomi érsek, Hornig Károly veszprémi és Dessewffy Sándor csanádi püspök segédletével. 1915-től általános helynökként szolgált.